# Saint-Sulpice-des-Rivoires
Saint-Sulpice-des-Rivoires är en kommun i departementet Isère i regionen Auvergne-Rhône-Alpes i sydöstra Frankrike. Kommunen ligger i kantonen Saint-Geoire-en-Valdaine som tillhör arrondissementet La Tour-du-Pin. År 2022 hade Saint-Sulpice-des-Rivoires 427 invånare.

## Befolkningsutveckling
Antalet invånare i kommunen Saint-Sulpice-des-Rivoires
Referens:INSEE